# 油壺温泉
油壺温泉（あぶらつぼおんせん）は、神奈川県三浦市（旧国相模国）にある温泉。

## 泉質
泉質はナトリウム - 塩化物温泉。化石海水と呼ばれるタイプで、フミン酸により微黄褐色を帯びる。1kg中の溶存物質は17.6gで、高張性の療養泉に分類される。

## 温泉施設
京浜急行電鉄の油壺の施設敷地内で温泉が湧出したことから、ホテル京急油壺観潮荘を温泉が楽しめる施設として2020年（令和2年）4月17日にリニューアルオープンした。ただし、ホテル京急油壺観潮荘については2024年（令和6年）3月15日に営業を終了する（後述）。
また、ラビスタ観音崎テラスでも源泉として使用されている。ラビスタ観音崎テラスは旧「観音崎京急ホテル」をリニューアルオープンした施設で、京浜急行電鉄が所有し、共立メンテナンスが運営を行っている。

## 歴史
観潮荘は温泉湧出前の1959年（昭和34年）1月から開業していた。2018年11月より、京急油壺マリンパークの駐車場でボーリング調査を開始。約1年後に、地下1514mから温泉が湧出した。
2020年4月17日より、マリンパークに隣接するホテル京急油壺 観潮荘および観音崎京急ホテルで供用を開始した。このうち観音崎京急ホテルは2023年（令和5年）8月4日に「ラビスタ観音崎テラス」としてリニューアルオープンした。
一方、ホテル京急油壺観潮荘については老朽化や油壺エリアの再整備のため、2024年（令和6年）3月15日に営業を終了する。

## アクセス
- 「ホテル京急油壺 観潮荘」は、京急久里浜線三崎口駅より京急油壺マリンパークまたは油壺行き京浜急行バスで終点下車。
- 「観音崎京急ホテル」は、京急本線馬堀海岸駅より送迎バス（事前予約制）または観音崎行き京浜急行バスでラビスタ観音崎テラス･横須賀美術館前下車[8]